# Radhošť (ort)
Radhošť är en ort i Tjeckien. Den ligger i regionen Pardubice, i den centrala delen av landet, 120 km öster om huvudstaden Prag. Radhošť ligger 254 meter över havet och antalet invånare är 162.
Terrängen runt Radhošť är huvudsakligen platt, men söderut är den kuperad. Runt Radhošť är det tätbefolkat, med 266 invånare per kvadratkilometer. Närmaste större samhälle är Vysoké Mýto, 7,2 km sydost om Radhošť. Trakten runt Radhošť består till största delen av jordbruksmark.